# Комори
Комори (арап. جزر القمر — Juzur al-Qumur / Qamar), званично Савез Комора (ком. Udzima wa Komori, фр. Union des Comores, арап. الاتحاد القمري — al-Ittiḥād al-Qumurī / Qamarī) су суверена архипелашка острвска држава у Индијском океану смештена на северном делу Мозамбичког канала на источној обали Африке између североисточног Мозамбика и северозападног Мадагаскара. Друге земље у близини Комора су Танзанија на северозападу и Сејшели на североистоку. Њихов главни град је Морони, на Великом Коморију. Савез Комора има три службена језика — коморски, арапски и француски. Религија већине становништва је сунизам.
Са површином од 1660 km², изузев спорног острва Мајот, Комори су трећи најмањи афрички народ по површини. Становништво, осим Мајота, процењено је бројком од 795.601 становника. Као нација формирана на раскрсници различитих цивилизација, архипелаг се запажа због своје разнолике културе и историје. Архипелаг су први пут населили говорници банту језика који су дошли из источне Африке, арапским и аустронежанским имиграцијама.
Држава се састоји од три велика острва и бројних мањих острва, сва на вулканским острвима Комори. Најважнија острва су позната по својим француским именима: Велики Комори, Мохели и Анжуан.

## Историја
Први становници Комора били су афрички и аустронежански досељеници, који су дошли бродовима. Ови народи су се населили у 6. веку нове ере. Комори су насељени низом различитих етничких група, од оних са обала Африке, Персијског залива, Малајског архипелага до оних који су дошли са Мадагаскара. Први Свахили досељеници су стигли на острва као део веће Банту експанзије која се догодила у Африци током првог миленијума. Према преисламској митологији Џини је испустио драгуљ који је формирао огромни кружни пакао. Ово је постало Картала вулкан од којег су касније настали Комори. Древни становници острва обожавали су природу и Месец. Ова веровања су ујединила острва.
Развој Комора се одвијао по фазама, почевши са Свахили утицајем и насељем у Дембени фази (9. и 10. век) током којег је свако острво имало једно, централно село. Од 11. до 15. века трговина са Мадагаскаром и трговцима са Блиског истока је процветала. У то доба настају многа мања насеља, а градови расту.
Најраније помињање острва Комори је нађено у делима Ал-Масудија који помиње значај Комора и других приобалних места у региону, заједно са старим исламским трговачким путевима. Такође напомиње да острва често посећују Арапи због трговине : коралима, слоновачом, златом и зачинима. Они су донели ислам становницима Комора. То је био главни центар трговине и значајно место на поморским путевима између Килве у Мозамбику и Момбасе у Кенији.
Након доласка Португалаца и пропасти источноафричких султаната, султан Омана Саиф ибн Султан, почео је борбу против Португалаца и Холанђана. Његов наследник Саид ибн Султан, појачао је омански утицај у региону, највише захваљујући заузимању Занзибара. Султани су владали Коморима упркос многим владарима који су покушали да заузму острва у 16. и 17. веку.
У време кад су Европљани показали интересовање за острва, Свахили и Арапска култура на острвима почела је да се мења под утицајем Европе.
Португалски истраживачи су први пут посетили острва 1505. године. 1514. године острва су опљачкале трупе Алфонса де Албукеркија. Владар коморских муслимана једва је успео да преживи након скривања у угашеном кратеру вулкана. Године 1648 острва су опљачкали Малгашки пирати после победе над слабим султаном.
У 1793. години Малгашки пирати почели су препаде на острва ради робова, а касније су заузели многе важне локације на Коморима године 1865. процењено је да чак 40% становништва чине робови. Француска је завела колонијалну управу на Коморима 1841. Први колонисти искрцали су се у Мајоти, и Андријан Тсули, малгашски краљ Мајоте потписао је уговор у априлу 1841. којим уступа острва Француској.
Године 1886. острво Мохели је стављено под Француску заштиту, а исто је учињено и са Гран Коморијем, иако је султан острва, Саид Али, задржао суверенитет до краја владавине 1909. године. Исте године султан Анжуана Саид Мухамед је абдицирао у корист француске владавине над острвом. Званично Комори постају колонија 1912. и стављени су под управу генералног гувернера Мадагаскара 1914. године.
Године 1973. постигнут је договор са Француском да се Комори осамостале 1978. Референдум је одржан на сва 4 острва. Три острва су гласала за независност, док су становници Мајоте гласали против и остали под француском управом. Дана 6. јула 1975. парламент Коморија је усвојио резолуцију о једностраном проглашењу независности. Ахмед Абдалах је постао први председник.

## Географија

### Положај
Комори су независна држава која обухвата 3 од 4 Коморска острва на око 300 km од источних обала Африке. Налазе се у Индијском океану и имају укупну површину од 2235 km². Четврто од три острва, Мајота, припада Француској.

### Геологија и рељеф
Главни град ових острва јесте град Морони и у њему уједно и живи највећи део становника. Коморе чине четири острва: Гранде Комори (Нгазиђа), Мохели (Мвале), Ањоуан (Нзвани) и Мајота (Маоре). Острва су вулканска и често су са неке стране окружена коралним гребенима. Осим великих пешчаних плажа на Коморима има остатака лаве у виду камена али и великог броја магматских стена. Највиша је планина Картхала висока 2361 метар. Већи део острва има надморску висину од 300 до 150 метара, а територија је прекривена шумама.

### Воде
Индијски океан окружује ова острва, а већих водених површина нема.

### Флора и фауна
Острва су великим делом прекривени шумама манга, палми и банана. На највишим врховима расту лишајеви и сличне културе док је по острву веома заступљен лимун, ванила, јасмин и друге ароматичне биљке због којих су острва позната и као "парфемска острва". Што се тиче животињских врста, острва насељава велики број птица и поједине врсте лемура, риба и корњача. Осим егзотичних врста на Коморима се могу наћи мање врсте гуштера и ракови.

### Клима
Клима је тропска, али под јаким утицајем индијских монсунских ветрова са севера. Кишна сезона траје од новембра до априла док је сувље, хладније време присутно од маја до октобра. Просечна годишња количина падавина варира између 1100 и 2900 мм и највиша је на североисточним странама острва. Просечна температура је обично измеду 24 и 27 °C. 

### Становништво
Коморе насељава око 750.000 становника док престоница, Морони, представља главни и највећи град са скоро 55.000 становника.
Етнички састав: Коморци (Бату/Арапи/Малагази) 96,9%; Макуа 1,6%; Французи 0,4%; остали 1,1%;
Религијска припадност: сунитски муслимани 99,7%, хришћани 0,2%, бахаи 0,1%.

## Административна подела
Три острва (Гранде Комори, Мохели, Ањоуан) званично припадају држави Комори док острво Мајоте по резолуцији Уједињених нација јесте део Комора али се и даље налази под административном управом Француске. На референдуму 1974. године, становници острва Мајоте су гласали да ли желе независност и 63,8% грађана је гласало за остајање у оквиру Француске. 

## Привреда
Комори су сиромашна земља којој су највећи трговински партнери Мозамбик, Мадагаскар, Кина, Француска и Индија. Ова земља сваке године бележи пар БДП-а што због политичке нестабилности што због мањка ресурса за извоз. Велики број грађана (нарочито високо образованих) одлази у Француску. Највише се извози ванилија, каранфилић и есенције парфема као и тропско воће. Највећи део привреде се заснива на агрокултурама и пољопривредом се бави највећи део земље. Комори имају једну од најслабијих светских економија.